# 梁俊碩

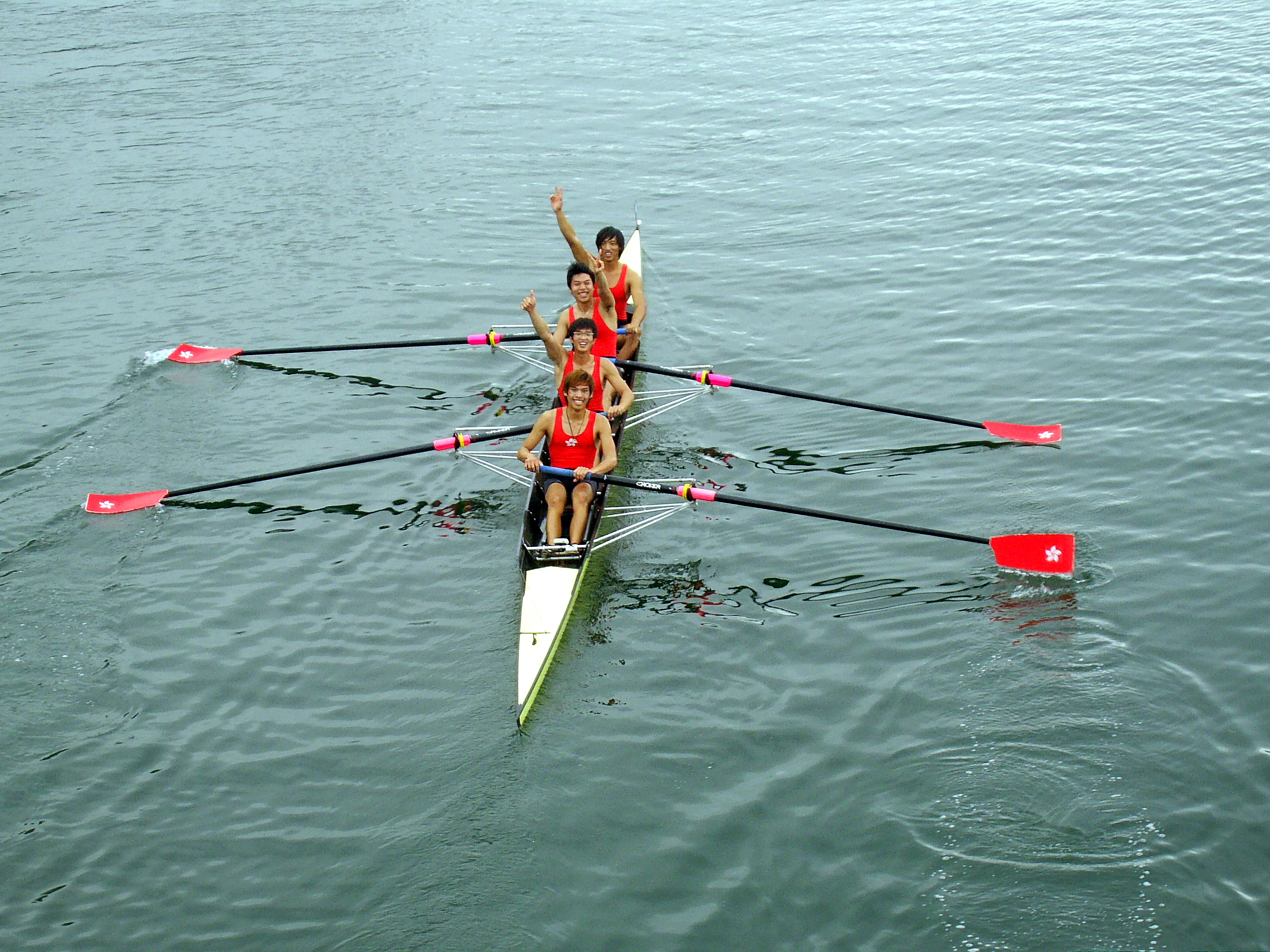
梁俊碩與隊友在2009年東亞運動會賽艇比賽贏得銀牌

梁俊碩（英語：LEUNG Chun Shek，1987年4月26日—），香港男子賽艇運動員。他早年就讀保良局朱敬文中學。

## 簡歷
2009年，梁俊碩代表香港參加東亞運動會賽艇比賽， 先後贏得男子雙人雙槳艇銅牌（夥拍駱坤海）及男子輕量級四人雙槳艇銀牌。
2010年，梁俊碩代表香港參加亞洲運動會賽艇比賽，伙拍鄧超萌、關騏昌和廖順賢，出戰男子轻量级四人单桨无舵手項目，奪得铜牌。
2018年8月，梁俊碩代表香港參加2018年亞洲運動會賽艇比賽，與周義評、張銘恆、林新棟、廖賡裕、鄧超萌、黃柏恩、黃偉健和袁潤林合作出戰男子輕量級八人艇項目，在決賽以6分14秒46的成績贏得銅牌。

## 外部連結
- 香港體育協會暨奧林匹克委員會 運動員資料 2009[永久]
- 香港體育協會暨奧林匹克委員會 運動員資料 2010[永久]